# Jacqueline Maillan
Jacqueline Maillan (Paray-le-Monial, 11 gennaio 1923 – Parigi, 12 maggio 1992) è stata un'attrice francese.

## Biografia
Nata a Paray-le-Monial in una famiglia benestante, con il padre Louis, ingegnere, la madre Emilie e le due sorelle: Suzanne e Christiane, Maillan trascorse la giovinezza a Saône-et-Loire, ma, nel 1944, la sua famiglia si trasferì a Parigi per permetterle di perseguire la carriera di attrice.
Maillan morì il 12 maggio 1992, all'età di 69 anni, per un'emorragia interna nel suo appartamento parigino al numero 1 di avenue Paul-Doumer (16° arrondissement), il giorno prima di essere ricoverata in ospedale per un'importante operazione cardiovascolare.

## Filmografia parziale
- Ah! les belles bacchantes, regia di Jean Loubignac (1954)
- Les Intrigantes, regia di Henri Decoin (1954)
- Versailles (Si Versailles m'était conté...), regia di Sacha Guitry (1954)
- Grandi manovre (Les Grandes Manœuvres), regia di René Clair (1955)
- Les deux font la paire, regia di André Berthomieu (1955)
- Villa sans souci, regia di Maurice Labro (1955)
- X 3 operazione dinamite (Le feu aux poudres), regia di Henri Decoin (1957)
- Vive les vacances, regia di Jean Laviron e Jean-Marc Thibault (1958)
- Le Train de 8h47, regia di Jack Pinoteau (1958)
- Chéri, fais-moi peur, regia di Jack Pinoteau (1958)
- Julie la rousse, regia di Claude Boissol (1959)
- Les héritiers, regia di Jean Laviron (1960)
- Candido o l'ottimismo nel XX secolo (Candide ou l'optimisme au XXe siècle), regia di Norbert Carbonnaux (1960)
- I fortunati (Les Veinards), regia di Jack Pinoteau, Philippe de Broca e Jean Girault (1962)
- I tre affari del signor Duval (Pouic-Pouic), regia di Jean Girault (1963)
- Papy fait de la résistance, regia di Jean-Marie Poiré (1983)